# Sergi Escobar
Sergi Escobar Roure (Lleida, 22 settembre 1974) è un ex pistard spagnolo.

## Palmarès
- Giochi olimpici

Atene 2004: bronzo nell'inseguimento individuale, bronzo nell'inseguimento a squadre.
- Mondiali

Stoccarda 2003: bronzo nell'inseguimento individuale.
Melbourne 2004: oro nell'inseguimento individuale, bronzo nell'inseguimento a squadre.
Los Angeles 2005: argento nell'inseguimento individuale.
Palma di Maiorca 2007: bronzo nell'inseguimento individuale.